# اردوگاه پناهندگی اوکسبول

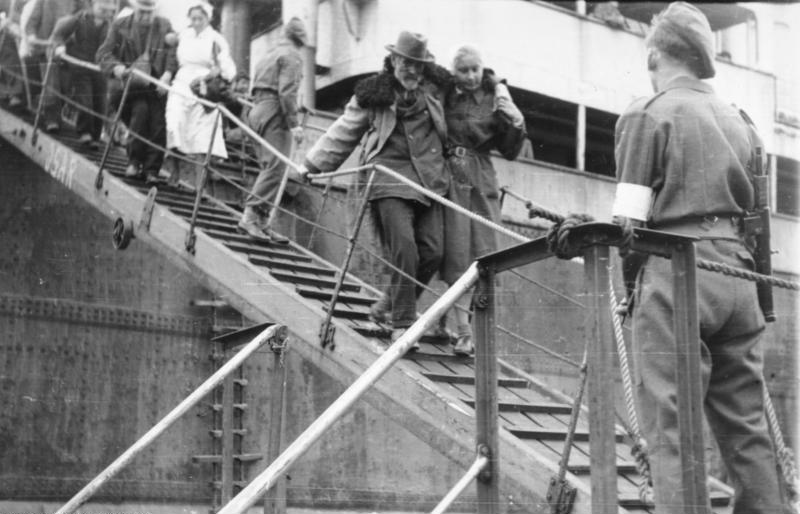
ورود پناهندگان

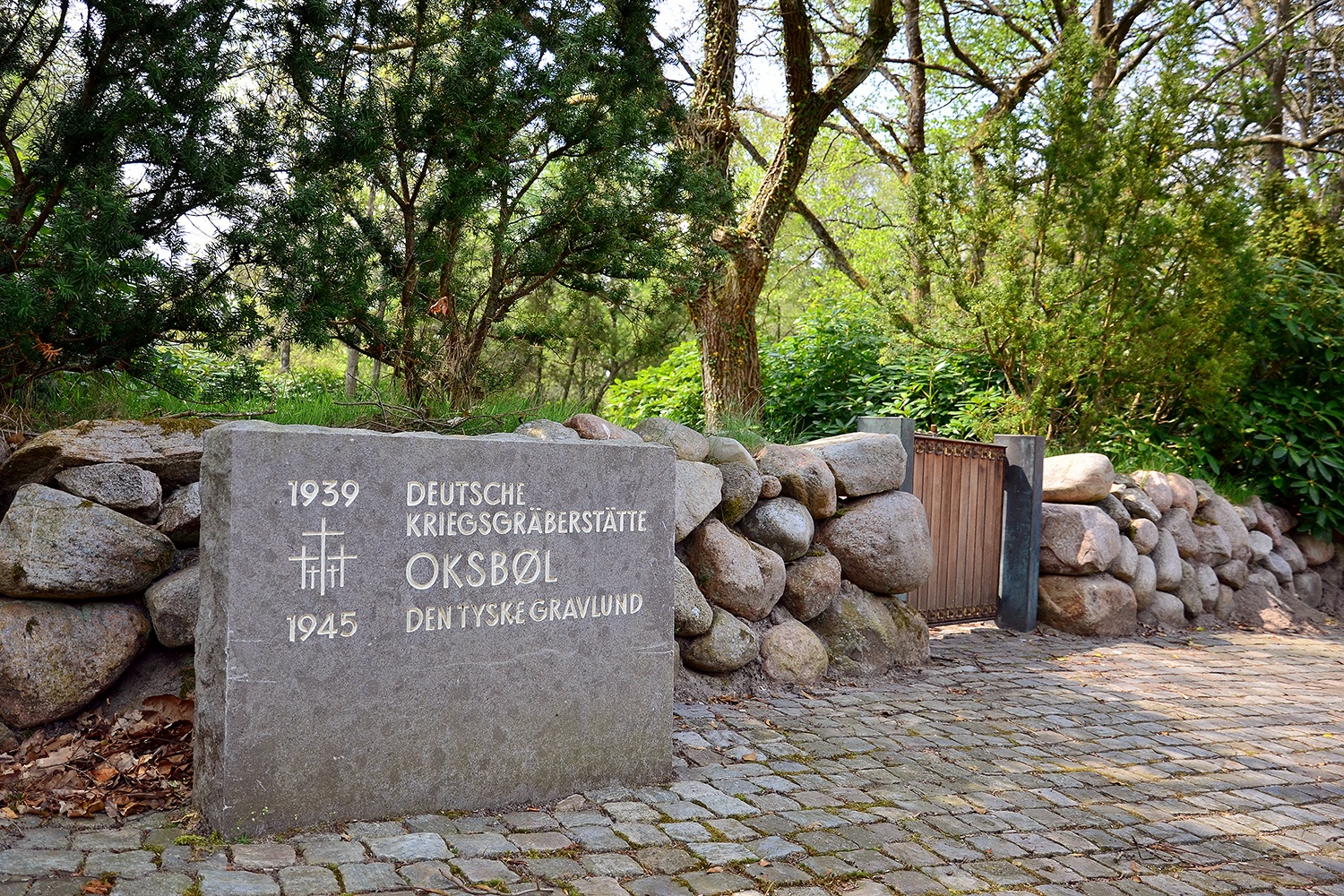
قبرستان جنگ اوکسبول

اردوگاه پناهندگی اوکسبول (انگلیسی: Oksbøl Refugee Camp) بزرگ‌ترین اردوگاه پناهندگان آلمان در دانمارک بعد از جنگ جهانی دوم بود.

## پیشینه
در سال ۱۹۴۵ ارتش سرخ تهاجم‌اش را از شرق پروس و پومرانیان آغاز کرد و به زودی مسیرهای زمینی بخشهای غرب آلمان را بست. در طول عملیات هانیبال قریب به ۹۰۰٫۰۰۰ نیروی غیرنظامی که عمدتاً از شرق پروس و آنطرف پومرانیان و کشورهای بالتیک بودند و ۳۵۰٫۰۰۰ سرباز آلمانی در سراسر دریای بالتیک پخش شدند. همچنین بین ۱۱ فوریه تا ۵ مه ۱۹۴۵ قریب به ۲۵۰٫۰۰۰ غیرنظامی به دانمارک اشغال شده توسط آلمان فرستاده شدند.
پناهندگان آلمانی در دانمارک که عمدتاً زنان، سالمندان و کودکان بودند، یک سوم آنها زیر ۱۵ سال سن داشتند. به طوریکه در مجموع ۵درصد از کل جمعیت دانمارک را تشکیل می‌دادند. در ۱۹۴۵ تنها ۱۳۰۰۰ پناهنده از جمله ۷۰۰۰کودک زیر ۵ سال در دانمارک مردند علت اصلی هم این بود که انجمن پزشکان دانمارک و صلیب سرخ این کشور تصمیم گرفتند تنها مراقبتهای پزشکی را صرف علاج آن دسته از پناهندگان بیمار بکنند که بیماریشان جمعیت دانمارک را مورد تهدید قرار می‌داد در نتیجه بیشتر کودکان بر اثر بیماری‌های کاملاً درمان پذیر جان خود را از دست دادند.
پناهندگان به‌طور موقت در مدارس، سالن‌های روستاها و اماکنی مشابه آن قریب به ۱۱۰۰ محل در سراسر کشور اسکان یافتند و در نهایت در اکتبر ۱۹۴۵ به اردوگاه اوکسبول بزرگ‌ترین اردوگاه موجود انتقال پیدا کردند.

## اردوگاه
اوکسبول شهری است واقع در ۲۰ کیلومتری اسبیرگ دانمارک در دریای شمال. محل اردوگاه ابتدا توسط ارتش دانمارک به عنوان یک منطقه آموزش نظامی مورد استفاده قرار می‌گرفت و بعد از اشغال دانمارک توسط آلمان نازی مورد استفاده ارتش آلمان شد، این منطقه در غرب جنگل آل پلانتان در غرب شهر اوکسبول واقع است.
اردوگاه پناهندگان در فوریه سال ۱۹۴۵ تأسیس شد و در ماه مه سال ۱۹۴۵ قریب به ۱۰٫۵۰۰ پناهنده در آن ساکن شدند و متعاقباً ۳۷۰۰۰ پناهنده در این اردوگاه اسکان یافتند و سپس دور آن با سیم خاردار حصار بندی شد و توسط نیروی ارتش دانمارک محافظت گردید. پناهندگان از این که زبان دانمارکی یاد بگیرند ممنوع بودند و به ندرت به خارج از کمپ می‌رفتند. در آنزمان اوکسبول ششمین شهر بزرگ دانمارک بود.
این اردوگاه توسط پناهندگان اداره می‌شد و دارای دادگاه، سینما، تعدادی کلیسا، بیمارستان و مدارس و تئاتر بود، یک کارخانه نخ ریسی ۱۵۰ پناهنده را روزانه به خدمت می‌گرفت و همه نوع شرکت‌های صنایع دستی وجود داشت اما پناهندگان مجاز به کار در خارج از اردوگاه نبودند. حدود ۳۰۰ پناهنده یک نیروی پلیس برای حفظ نظم در اردوگاه تشکیل دادند.
این اردوگاه با فرستادن آخرین پناهنده در ۱۵ دسامبر ۱۹۴۸ بسته شد و در ۱۹۸۳ مجدداً به یک اردوگاه نظامی توسط ارتش دانمارک تبدیل شد و اکنون بیمارستانهای پیشین به مسافرخانه‌های جوانان تبدیل شده‌اند.

## قبرستان جنگی اوکسبول
قریب به ۱۴۰۰ آرامگاه در این قبرستان وجود دارد که عمده‌شان کودکانی هستند که بر اثر ابتلا به بیماری‌های درمان پذیر فوت کردند. به طوریکه ۱۲۴۷ جسد این کودکان در قبرستان به خاک سپرده شد. علاوه بر این ۱۲۱ سرباز آلمانی نیز در این قبرستان دفن شده‌اند.